# 晴生会さっぽろ病院
晴生会さっぽろ病院（せいせいかいさっぽろびょういん）は、北海道札幌市南区川沿にある病院。2017年4月に「札幌逓信病院」が日本郵政から葵会グループの医療法人晴生会に売却され、「晴生会さっぽろ南病院」に改称した後、2022年4月に同市北区新川1条1丁目1番23号にあった「晴生会さっぽろ病院」を当病院に移転統合したため、当病院が「晴生会さっぽろ病院」に改称した。

## 沿革
- 1955年（昭和30年）：「札幌逓信療養所」として開設[3]。
- 1958年（昭和33年）：新病棟竣工[3]。
- 1967年（昭和42年）：「札幌南逓信病院」と改称[3]。
- 1990年（平成02年）：現在地に移転新築[3]。
- 1996年（平成08年）：「札幌逓信病院」と改称[3]。
- 2003年（平成15年）：日本郵政公社の附属施設となる[3]。
- 2004年（平成16年）：健康管理科を「札幌郵政健康管理センター」として分離[3]。
- 2007年（平成19年）：日本郵政株式会社の附属施設となる[3]。
- 2017年（平成29年）：葵会グループの医療法人晴生会に売却。病院名を「晴生会さっぽろ南病院」に改称。
- 2022年（令和04年）：晴生会さっぽろ病院（旧・新川病院、札幌市北区新川1条1丁目1番23号）と晴生会さっぽろ南病院が合併。「晴生会さっぽろ病院」に改称[4]。

## 機関指定
| 保険医療機関         | 生活保護法指定医療機関 |
| 労災保険指定医療機関 | 札幌市災害時基幹病院   |

## 診療科等

### 診療科
- 内科
- 消化器内科
- 循環器内科
- 外科
- 整形外科
- 眼科
- 麻酔科
- リハビリテーション科
- ペインクリニック

### 部門
- 看護部
- 薬剤部
- X線室
- 臨床検査室
- 栄養管理室
- リハビリテーション科

## アクセス・駐車場
国道230号（石山通）沿いに位置している。
- じょうてつバス「川沿14条2丁目」バス停下車。
- 駐車場：約100台